# Кунствадль, Адольф
Адо́льф Кунства́дль (нем. Adolf Kunstwadl; 8 февраля 1940, Мюнхен — 12 ноября 2016, Германия) — западногерманский футболист, играл на позиции защитника.

## Биография

### Игровая карьера
В 1961 году Кунствадль присоединился к мюнхенской «Баварии», которая в 1965 году пробилась в Бундеслигу. Из-за травмы колена, которую получил в своём первом матче против «Мюнхен 1860», Кунствадль перестал быть основным игроком «мюнхенцев». В составе этой команды за шесть сезонов он сыграл во всех турнирах 112 матчей, а также выиграл два Кубка Германии в 1966 и 1967 годах и Кубок обладателей кубков в 1967 году.
В 1967 году Кунствадль стал игроком клуба мюнхенского «Ваккера», в котором отыграл следующие семь сезонов. В этой же команде он завершил игровую карьеру в 1974 году в возрасте 34 лет.

### Смерть
Скончался 12 ноября 2016 года в возрасте 76 лет после продолжительной болезни.

## Достижения
«Бавария»
- Обладатель Кубка Германии (2): 1965/66, 1966/67
- Обладатель Кубка обладателей кубков УЕФА (1): 1966/67